# Людвіг I (герцог Баварії)
Людвіг I Келгаймський (*Ludwig I. der Kelheimer, 23 грудня 1173 — 15 вересня 1231) — герцог Баварії у 1183—1231 роках, пфальцграф Баварії у 1208—1209 роках, маркграф Істрії у 1208-—1211 роках, пфальцграф Рейнський у 1214—1231 роках.

## Життєпис

### Регентство
Походив з роду Віттельсбахів. Молодший син Отто I, герцога Баварії, та Агнес фон Лооз. Народився 1173 року в Келгаймі. 1183 року помер його батько. Оскільки старші брати Людвіга до того моменту вже померли, то Баварію успадкував Людвіг. З огляду на малолітство фактичну владу перебрала регентська рада. Регентами стали стрийки Людвіга I — Конрад, архієпископ Майнцу, Оттон VII, пфальцграф Баварії, і Фрідріх II, пфальцграф Верта і граф Ленгенфельде, а також мати малолітнього герцога.
Становище Людвіга I в Баварії спочатку не було сталим. Скориставшись цим імператор Фрідріх I у 1188 році захопив бурграфство Регенсбург, а у 1189 році графство Зульцбах. У 1191 році почався конфлікт між новим імператором Генріхом VI та Оттокаром I, королем Богемії, і графом Адальбертом III фон Богеном. Регенти баварії намагалися виступити посередниками в конфлікті задля отримання частини володінь, що було захоплено Фрідріхом I, втім невдало.
У 1192 році почалося повстання баварської знаті на чолі із Адальбертом III фон Богеном, який захопив гарфство Зульцбах. 24 травня 1192 року на імператорському рейхстазі в Вормсі Людвіга було визнано повнолітнім, і він вступив в самостійне управління герцогством. У 1193 року імператор допоміг молодому герцогу Баварії у придушенні повстання та поверненні графства Зульцбах.

### Володарювання
У 1194 році герцог супроводжував імператора в поході для завоювання Сицилійського королівства. 1196 році після смерті ландграфа Штефлінга, який не залишив спадкоємців, імператор передав це володіння Людвігу I. Того ж року вступив у конфлікт з Конрадом, єпископом Регенсбургу, та Еберхардом, архієпископом Зальцбургу. Втім військові дії завдяки дипломатії баварського герцога вдалося припинити. У 1197 році він вдруге супроводжував Генріха VI на південь Італії та Сицилії, де той зрештою здобув Сицилійське королівство.
Після несподіваної смерті Генріха VI Людвіг I залишився прихильником Гогенштауфенів, ставши одним з лідерів партії, яка забезпечила обрання 1198 року німецьким королем Філіпа Швабського, брата Генріха VI. Надалі Людвіг I незмінно надавав Філіпові I допомогу в боротьбі проти Оттона Брауншвейзького. В цей час йому вдалося розширити свої володіння, а також знайти союзників завдяки шлюбам двох сестер.
У 1204 році заснував місто Ландсгут. Того ж року баварський герцог пошлюбив доньку князя Чехії та удову графа Адальберта IV фон Богена. Завдяки цьому шлюбу Людвіг I отримав опіку над неповнолітніми синами Людмили — Бертольдом III і Адальбертом V, зміцнив свої зв'язку з королем Оттокаром I, стрийком дружини, а також посилив позиції Віттельсбахов в регіоні на противагу Бабенбергам, герцога Австрії. Крім того, після смерті в тому ж році бездітного Бертольда II, маркграфа Вохбургу (зі Східної Баварії), Людвіг I приєднав його володіння до своїх. Водночас після тривалої боротьби герцогу вдалося узяти гору над могутніми єпископами Фрайзінгу, Регенсбургу, Зальцбургу, Пассау і Аугсбургу.
1208 року в Бамберзі двоюрідний брат Людвіга I — баварський пфальцграф Оттон VIII — заколов короля Філіпа I. За цих обставин Людвіг I пішов на перемовини з ворожою партією Вельфів. Щоб уникнути анархії, партія Гогенштауфенів 15 листопада 1208 рік на рейхстазі в Франкфурті визнала королем Німеччини Оттона Брауншвейзького. На знак подяки за підтримку Оттон IV визнав за Людвігом I усі його володіння, а також передав йому володіння пфальцграфа Оттона VIII та Генріха II фон Андекса, маркграфа Істрії, союзника останнього. Втім вже у 1209 році вимушений був передати баварське пфальцграфство родичу Рапото II, а 1211 року Істрію повернув Генріху II.
Навесні 1211 року утворилася коаліція незадоволених імператором Оттоном IV князів. На чолі цієї партії стояли Пржемисл Отакар I, король Богемії, Зігфрід, архієпископ Майнца та Герман I, ландграф Тюрінгії. Вони відкрито повстали проти імператора, спираючись на підтримку папи римського і Філіпа II Августа, короля Франції (останній був противником Вельфів — союзників Плантагенетів). Незважаючи на те, що армія пфальцграфа Генріха, брата Оттона IV, спустошила володіння архієпископа Зігфріда, повстання ширилося. Влітку до них приєднався Людвіг I. У вересні він брав участь у зборах в Нюрнберзі, де відбулися попередні вибори нового короля Німеччини. Вибір припав на Фрідріха Гогенштауфена, короля Сицилії та сина покійного імператора Генріха VI.
У грудні 1212 року Людвіг I брав участь у з'їзді імперських князів у Франкфурті-на-Майні, де Фрідріха II було офіційно обрано королем Німеччини, після чого в Майнці його короновано. Оттон IV невдовзі зазнав поразки у битві при Бувіні від війська нового короля та його союзника Філіпа II Августа.
1214 року після смерті Генріха VI, пфальцграфа Рейнського, Фрідріх II віддав його володіння Людвігу I і його синові Оттону. Останній після цього додав на свій герб лева. 1215 року був присутній в Аахені на коронації імператорською короною Фрідріха II. 1218 року герцог Баварії заснував місто Штраубінг.
У 1221 році герцог Баварії очолив німецьку частину імператорського війська, яке рушила в хрестовий похід до Єгипту. Втім похід виявився невдалим, у гирлі Нилу військо хрестоносців зазнало поразки, а Людвіг I в серпні потрапив у полон до султана аль-Каміля, з якого був пізніше викуплений. 1224 року засновано місто Ландау-на-Ізарі.
У 1225 році був вбитий Енгельберт I, архієпископ Кельна, регент Німеччини при малолітньому королі Генріху, в той час як імператор Фрідріх II перебував в Сицилії. Всі духовні князі відмовилися від посади регента, і в липні на рейхстазі в Аугсбурзі після довгих коливань Людвіг I зважився стати новим регентом.
У 1227 році помер колишній пфальцграф Генріх V, який визнав ще в 1223 році своїм спадкоємцем небожа, Оттона Дитя. У момент смерті дядька Оттон перебував у полоні, і герцог Баварський з королем Генріхом спробували скористатися цим, щоб захопити  герцогство Брауншвейг, що належав Оттонові. Втім, вони зазнали невдачі, оскільки жителі міста чинили спротив, і Генріх з Людвігом, побоюючись наближення данської армії, відступили.
У 1228 році король Генріх посварився з Людвігом I, після чого той був змушений залишити посаду регента. А у вересні 1229 році Генріх напав на Людвіга I, розбивши його. Після цього 1230 року перебрався до замку Гелгайм. У 1231 році Людвіга I було вбито невідомими на Кельгеймському мосту, через що в історіографії отримав прізвисько «Кельгаймський». У вбивстві звинувачували короля Генріха. Баварію та інші володіння спадкував єдиний син Оттон II.

## Родина
Дружина — Людмила, донька Бедржиха, князя Богемії.
Діти:
- Отто (1206—1253), герцог Баварії у 1231—1253 роки